# Brian O'Driscoll
Brian Gerald O'Driscoll (Dublín, 21 de enero de 1979) es un exjugador irlandés de rugby que se desempeñaba como centro.
O'Driscoll jugó 133 partidos con el XV del trébol, fue su capitán y marcó 46 tries. También fue convocado a los British and Irish Lions para las giras a Australia 2001, Nueva Zelanda 2005, Sudáfrica 2009 y Australia 2013.
Es el máximo anotador de tries del Torneo de las Seis Naciones y es considerado como el mejor de la historia en su posición junto a Philippe Sella. Desde 2016 es miembro del World Rugby Salón de la Fama.

## Selección nacional

### Participaciones en el Seis Naciones
Se consagró campeón en el Torneo de las Seis Naciones 2009, dando la victoria a su selección luego de 24 años y consiguiendo el Grand Slam desde el último en 1948. En el Torneo de las Seis Naciones 2013 Brian O'Driscoll comenzó marcando un ensayo en el primer partido, Gales-Irlanda, que acabó ganando Irlanda 22-30; pero su frustración acabó ganando con la tarjeta amarilla que le sacaron en el partido contra Italia. Se retiró al finalizar el Torneo de las Seis Naciones 2014, el cual fue ganado por los irlandeses, levantando el trofeo con su selección, en su último partido.

### Participaciones en Copas del Mundo
| Mundial                       | Sede          | Resultado        | PJ | Tries |
| ----------------------------- | ------------- | ---------------- | -- | ----- |
| Copa Mundial de Rugby de 1999 | Gales         | Octavos de final | 4  | 1     |
| Copa Mundial de Rugby de 2003 | Australia     | Cuartos de final | 5  | 3     |
| Copa Mundial de Rugby de 2007 | Francia       | Fase de grupos   | 4  | 2     |
| Copa Mundial de Rugby de 2011 | Nueva Zelanda | Cuartos de final | 5  | 1     |

## Palmarés
- Triple Corona en 2004, 2006, 2007, 2009 (enfrentamientos entre británicos e irlandeses sin derrota en el torneo Seis Naciones).
- Campeón de la Celtic League: 2002, 2008 y 2013.
- Campeón del Torneo de las Seis Naciones 2009 con Grand Slam.
- Campeón del Torneo de las Seis Naciones 2014.
- Copa Heineken: 2009, 2011 y 2012.
- European Challenge Cup: 2013.
- Seleccionado para jugar la Gira de los British & Irish Lions en Sudáfrica en 2009 y por Australia de  2013
- Miembro del Salón de la fama del Rugby desde 2016.

### Galardones personales
- Máximo anotador de tries histórico del Torneo de las Seis Naciones.
- Nominado a Mejor Jugador del Mundo en 2001 y 2002.
- Miembro del Salón de la fama del Rugby desde 2016.